# They Dare Not Love
They Dare Not Love és una pel·lícula romàntica dramàtica de guerra estatunidenca de 1941 dirigida per James Whale i protagonitzada per George Brent, Martha Scott i Paul Lukas. Whale va deixar la imatge abans del final de la producció; va ser l'última pel·lícula estrenada per acreditar-lo com a director.

## Trama
Un príncep fuig d'Àustria quan els nazis es fan càrrec i s'instal·la a Londres. Es troba amb una bella emigrada austríaca que li fa adonar-se del seu error en marxar. Arriba a un acord amb els nazis per tornar a canvi d'uns presoners austríacs, però descobreix que no es pot confiar en els nazis.

## Repartiment
- George Brent com el príncep Kurt von Rotenberg
- Martha Scott com a Marta Keller
- Paul Lukas com el baró von Helsing
- Roman Bohnen com el baró Shafter
- Kay Linaker com Barbara Murdoch

La resta del repartiment es mostra alfabèticament:
- Mr Arno com a Louis
- Georgia Backus com a secretària alemanya
- Edgar Barrier com el capità. Wilhelm Ehrhardt
- Don Beddoe com a segon mariner
- Nicholas Bela com a primer mariner
- Leon Belasco com a Pierre
- Olga Borget com a hostessa
- Egon Brecher com el Prof. Keller
- Lloyd Bridges com a oficial Blonde
- Stanley Brown com a Michael
- Jack Chefe com a administrador de coberta
- Peter Cushing com el subtinent Blackler
- Leslie Denison com a pare anglès
- Paul Deno com a porter
- Eddie Fetherston com a reporter
- Richard Fiske com a fotògraf
- Hans Fuerberg com a cambrer
- Jack Gardner com a fotògraf
- Gregory Gaye com a Von Mueller
- Jac George com a líder de l'orquestra
- Robert Heller com a assistent alemany
- Brenda Henderson com a noia anglesa
- Erwin Kalser com a Klaus
- Cy Kendall com el major Kenlein
- Richard Lyon com a noi anglès
- Philo McCullough com a fotògraf
- David Oliver com a fotògraf
- Gerald Pierce com a noi del missatger
- Paul Power com a home de societat
- Frank Reicher com a capità
- Georges Renavent com a capità belga
- John Rogers com a suboficial
- Bodil Rosing com a Leni
- Hans Schumm com a Bruckner
- Walter Stahl com el comte Marlik
- Marguerita Sylva com la comtessa Marlik
- Phil Taylor com a Hugo
- Philip Van Zandt com a operador de ràdio
- Frederik Vogeding com a Carl Schmidt
- Charles Wagenheim com a Valet
- Poppy Wilde com a noia de la societat
- Fred Wolff com a cambrer

## Producció
Un article de The Hollywood Reporter, cap al final de la producció, informava que Charles Vidor va prendre el relleu del director James Whale, que havia caigut malalt de grip. Més tard, van aparèixer informes de dificultats al plató, incloses afirmacions que Whale era abusiu cap al repartiment. L'escriptor Charles Bennett va culpar al cap de Columbia Harry Cohn, especulant sobre un conflicte de personalitat i dient que l'acomiadament va ser "... del tot ridícul, perquè James Whale era un director magnífic".
They Dare Not Love va ser l'última pel·lícula completada de Whale. Va dirigir un segment de la pel·lícula RKO de 1952 Face to Face, "Hello Out There!", però no es va incloure a la pel·lícula estrenada.

## Recepció crítica
The New York Times va escriure, "amb tot el talent demostrat que Columbia va posar darrere de la fabricació de They Dare Not Love és difícil d'entendre per què la nova pel·lícula al Loew's State hauria de ser la decepció que és. Donat que la direcció de James Whale és per a vianants, que les actuacions de Martha Scott, George Brent i Paul Lukas no són millors, encara sentim que, en aquest cas, l'arrel de tot el mal va sorgir al departament d'històries presidit per Charles Bennett, Ernest Vajda i James Edward Grant. Tot i que la trama que van crear probablement no sigui més fantàstica que algunes de les coses que succeeixen al món avui, no desperta cap imaginació o emocions ... They Dare Not Love és una cosa insípida."